# Neuroliderança
Neuroliderança é o termo que designa um campo de estudos e pesquisas que visa combinar princípios do funcionamento do cérebro humano, fruto de pesquisas neurocientíficas, com as práticas de desenvolvimento de competências de liderança, treinamento de gestores, gestão da mudança, educação e formação, consultoria e coaching. Cunhado pelo australiano David Rock (autor de "Não Diga aos Outros o Que Fazer - Ensine-os a Pensar" original: Quiet Leadership e de "Your Brain at Work"), criador também da metodologia de Neurocoaching ® e fundador do Neuroleadership Institute.
Valendo-se do entendimento do funcionamento do cérebro que pesquisas de neurociência têm proporcionado, a neuroliderança consiste de um conjunto de modelos de interação intra e inter-pessoal que permitem maximizar a eficácia e a eficiência de funções típicas do ato de liderar, como: tomada de decisão, solução de problemas,  operação sob pressão, colaboração e promoção da mudança positiva.
Eficácia porque os modelos propostos alinham-se com os processos naturais do cérebro das pessoas lideradas, acompanhando sua sequência e ritmo, como numa dança (um dos modelos chama-se justamente "Dança do Insight®"), de forma a evitar resistência consciente ou inconsciente por parte das pessoas, potencializando assim o resultado obtido.
Eficiência porque o uso desses modelos, que incluem técnicas de regulação emocional (capacidade de dominar suas emoções), ajudam o líder a manter a tranquilade sua e dos outros, minimizando o esforço emocional e gasto energético no exercício de suas funções.
Subprodutos da neuroliderança são o neurocoaching (metodologia de coaching baseada em modelos e técnicas derivados dos princípios neurocientíficos que constituem a neuroliderança) e a neurocomunicação (técnicas e modelos de comunicação interpessoal que maximizam o impacto positivo da comunicação e sua capacidade de promover a mudança positiva).